# Czujnik płomienia
Czujnik płomienia – sterowane prądowo urządzenie zabezpieczające stosowane w układach ciepłowniczych sterowanych elektronicznie do monitorowania sygnału płomienia. Stosuje je się zarówno w piecach przemysłowych, kotłach parowych, jak również w domowych instalacjach centralnego ogrzewania i nowoczesnych kuchenkach gazowych.
Czujniki te reagują na płomień palnika – zarówno pilotowy, jak główny, a zbudowane są najczęściej na bazie termopary i elektromagnesu (np. cewki), które odcinają dopływ paliwa w razie braku wykrycia płomienia. Zapobiega to niekontrolowanemu wydobyciu się poprzez wygasłe lub zepsute palniki i nagromadzeniu paliwa w komorach spalania, a co za tym idzie niebezpieczeństwu wybuchu. Poza termoparą najbardziej popularnymi czujnikami płomienia przy spalaniu gazu są również elektrody jonizacyjne wraz z automatem kontrolującym prąd zmieniający charakterystykę sinusoidalną(przemienną) na tętniącą(jedno połówkową) poprzez jonizację w płomieniu. Jak i wszelkie czujniki widma promieniowania elektromagnetycznego zakresu podczerwieni (częściej przy palnikach olejowych) i ultrafioletu -UV- przy palnikach gazowych. Minusem czujników podczerwieni jest fakt, iż zdarza się w przypadku kotłów, że mocno nagrzana do czerwoności ścianka kotła może emitować podczerwień i oszukiwać czujnik mimo braku płomienia. Zaletą z kolei jest to, że podczas spalania paliwa większość to promieniowanie podczerwone.